# Hoogveen-veenmos
Hoogveen-veenmos, hoogveenveenmos of hoogveenmos (Sphagnum magellanicum) is een soort mos uit het geslacht veenmos (Sphagnum).
Het is een soort die specifiek te vinden is in voedselarme hoogveenmosvegetatie.

## Etymologie en naamgeving
- Duits: Magellans Torfmoos, Mittleres Torfmoos
- Engels: Magellan's sphagnum, Magellanic Bog-moss
- Frans: Sphaigne de Magellan

De soortaanduiding magellanicum betekent "van Magellan".

## Determinatie

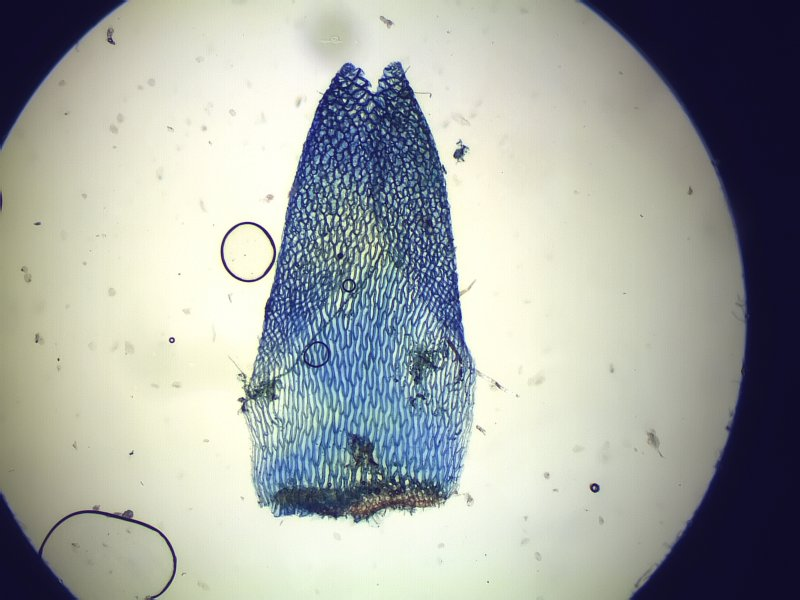
hoogveen-veenmos, detail stengelblaadje

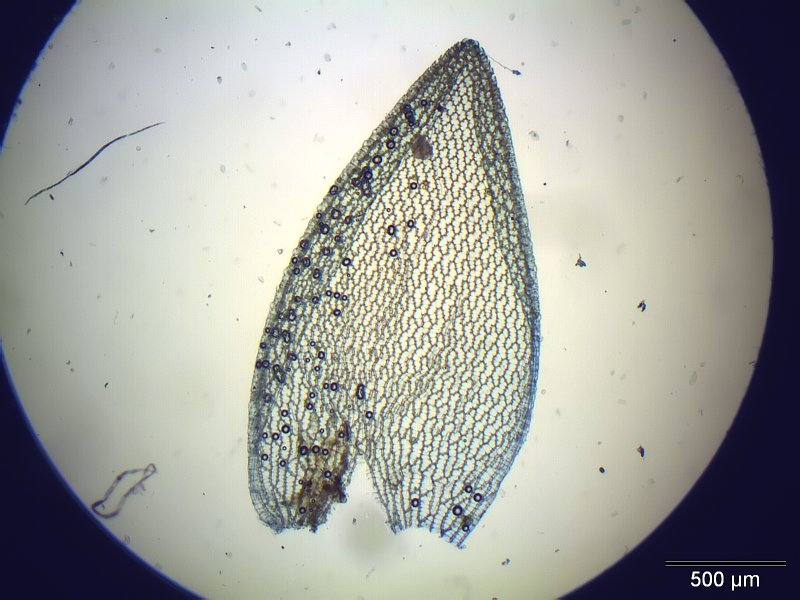
hoogveen-veenmos, detail takblaadje

Hoogveen-veenmos vormt dichte kussens en bulten van tot 20 cm lange, forse, mat licht- tot donkerrood of zelfs purperrood gekleurde planten. Soms worden ook volledig groene planten aangetroffen. De dunwandige epidermis is vierlagig en arm aan vezels. De stengelblaadjes zijn vlak, bijna rechthoekig, en liggen tegen de stengel aan.
De takken staan in bundels van 4 of 5 bij elkaar, waarvan telkens 2 of 3 takken afstaand en de anderen aanliggend. De takblaadjes bedekken de kleine takjes dakpansgewijze. Ze zijn hol en lancetvormig en lopen uit in een brede, afgeronde top. De blaadjes hebben centraal kleine, elliptische en gladde chlorofylhoudende cellen, volledig omringd door een zoom van grote hyaliene cellen. Die dragen grote, ronde poriën, in groepjes per twee of drie.

## Ecologie
Hoogveen-veenmos groeit voornamelijk in intacte, voedselarme hoogveenvegetatie, ontstaan onder invloed van regenwater (ombrotrofie). De bodem is zuur en kent een pH van 2–4,5. Daar vormt het de typische hoogveenbulten, die zeer uitgestrekt kunnen worden. Daarnaast kan het aangetroffen worden in zure moerassen, broekbossen en broekstruwelen.
Het kan enige beschaduwing verdragen, en verkleurt dan meestal naar groen. Ook kan de plant tegen een korte, tijdelijke verdroging.

### Syntaxonomie
Hoogveen-veenmos geldt als kensoort voor het hoogveenmos-verbond (Oxycocco-Ericion).

## Verspreiding
Hoogveen-veenmos heeft een circumpolair verspreidingsgebied en komt over gans Centraal-Europa voor.